# Unió Centreamericana de Futbol
La Unió Centreamericana de Futbol, més coneguda per l'acrònim UNCAF, representa als equips de futbol nacionals de l'Amèrica Central: Belize, Costa Rica, El Salvador, Guatemala, Hondures, Nicaragua, i Panamà. Els seus membres associats formen part de la Confederació del Nord, Centreamèrica i el Carib de Futbol Associació (CONCACAF), una de les sis confederacions que integren la Federació Internacional de Futbol Associació (FIFA).

## Membres de la UNCAF
| Pais        | Federació                                        |
| ----------- | ------------------------------------------------ |
| Belize      | Federació de Futbol de Belize                    |
| Hondures    | Federació Nacional Autònoma de Futbol d'Hondures |
| Nicaragua   | Federació Nicaragüenca de Futbol                 |
| Guatemala   | Federació Nacional de Futbol de Guatemala        |
| Costa Rica  | Federació Costa-riquenya de Futbol               |
| El Salvador | Federació Salvadorenca de Futbol                 |
| Panamà      | Federació Panamenya de Futbol                    |

## Resum
La UNCAF organitza diverses competicions. La Copa Centreamericana, que va començar el 1991, es disputa cada dos anys. Normalment hi participen els set equips nacionals. Costa Rica és la selecció amb més victòries, guanyant vuit vegades el torneig (1991, 1997, 1999, 2003, 2005, 2007, 2013, i 2014). La selecció d'Hondures és la segona selecció amb quatre victòries (1993, 1995, 2011, i 2017). Amb una victòria hi ha la selecció de Guatemala (2001) i la selecció de Panamà (2009). La Copa Centreamèrica normalment es disputa com a ronda de qualificació per a la Copa d'Or de la CONCACAF.
La UNCAF també organitzava la Copa Interclubs de la UNCAF, una competició on hi participaven els campions i els principals equips de les lligues nacionals de cada país. El C.D. Motagua (Hondures) va ser el darrer campió (2007), però a partir del 2008, amb la creació i expansió de la Lliga de Campions de la CONCACAF, la Copa Interclubs va ser dissolta.
Anteriorment, la Copa Interclubs de la UNCAF havia rebut diverses denominacions:
- Copa Fraternitat Centreamericana de 1971 a 1983.
- Torneig Grans de Centreamèrica de 1996 a 1998.
- Copa Interclubs de la UNCAF des del 1999.

## Competicions
- Copa Centreamèrica – Copa internacional per a l'Amèrica Central, classificatòria per a la Copa d'Or de la CONCACAF de seleccions nacionals.[5]

- Copa Interclubs de la UNCAF – Era un campionat de clubs de l'Amèrica Central on els tres primers es classificaven per a la Copa de Campions de la CONCACAF.[6]
- Campionat de Clubs Femenins de la UNCAF– Primera edició va aguantar dins 2016.[7]

## Aspectes d'equips nacionals en tornejos internacionals
| Equip nacional | Copa del Món | Copa del Món Femenina |    | Copa d'Or Femenina |
| -------------- | ------------ | --------------------- | -- | ------------------ |
| Costa Rica     | 4            | 1                     | 11 | 2                  |
| Hondures       | 3            | 0                     | 11 | 0                  |
| El Salvador    | 2            | 0                     | 8  | 0                  |
| Guatemala      | 0            | 0                     | 9  | 1                  |
| Panamà         | 0            | 0                     | 6  | 2                  |
| Belize         | 0            | 0                     | 1  | 0                  |
| Nicaragua      | 0            | 0                     | 1  | 0                  |